# Хамеири, Йехиэль
Йехиэ́ль Хамеи́ри (ивр. יחיאל המאירי‎; род. 20 августа 1946) — израильский футболист, играл на позиции вратаря. Участник чемпионата мира 1970 года.

## Биография

### Клубная карьера
В течение шести сезонов Хамеири играл за «Хапоэль» из Хайфы, став со временем основным вратарём команды. Играя за «Хапоэль» он стал обладателем Кубка Израиля в 1974 году, но в самом финале против клуба «Хапоэль» из Петах-Тиквы не играл из-за травмы ключицы.
В 1977 году перешёл в «Хапоэль» из Акко.
Его последним клубом стал «Хапоэль» из Тамры, в котором в 1990 году завершил карьеру.

### Карьера в сборной
18 февраля 1969 года сыграл единственный матч за сборную Израиля в товарищеском матче против сборной Швеции; Израиль проиграл тот матч со счётом 3:2, ведя по ходу игры 2:0. В заявке сборной Израиля на чемпионате мира 1970 года был одним из трёх вратарей, но не сыграл ни минуты.